# Schloss Hackenbuch

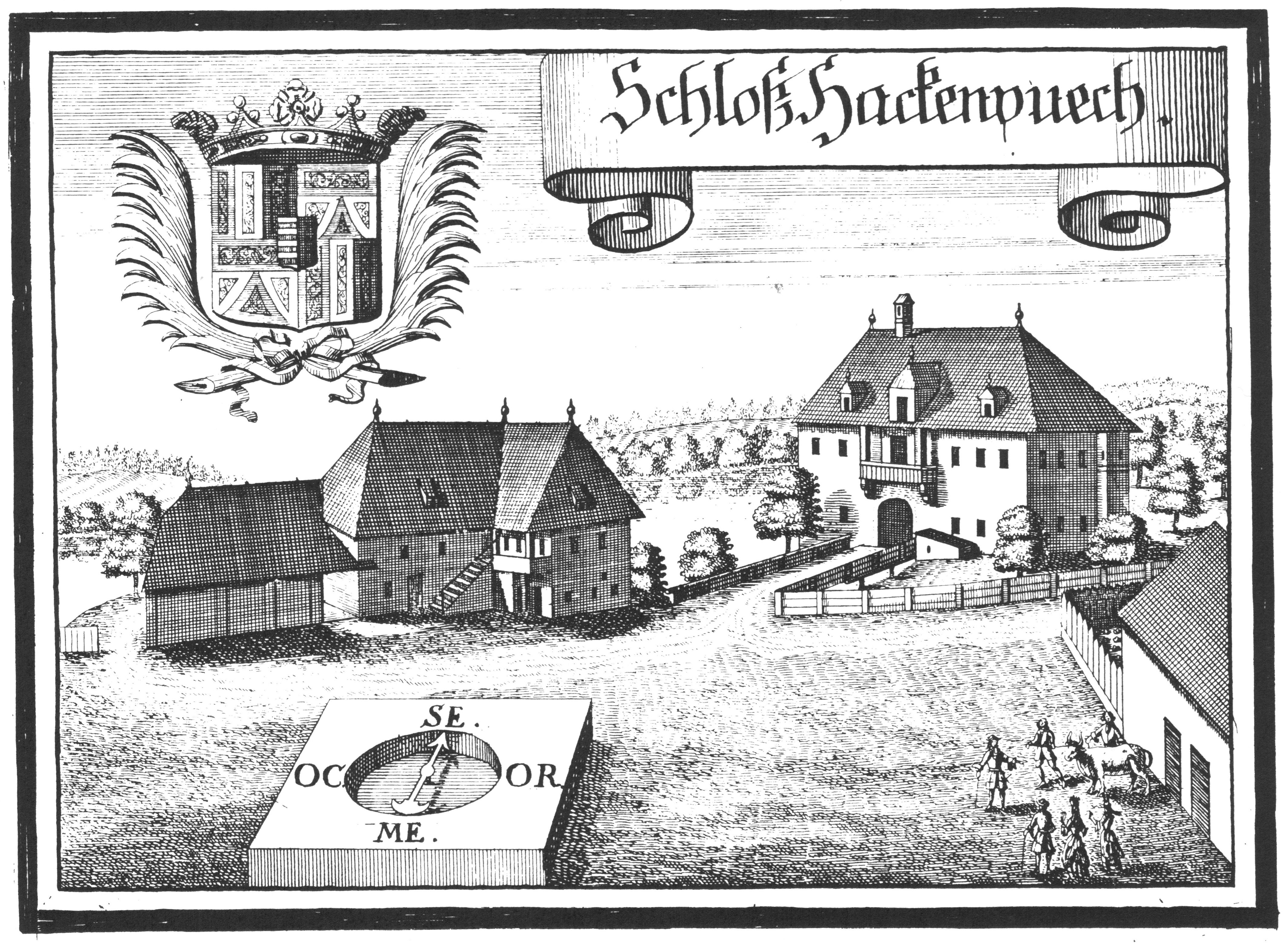
Schloss Hackenbuch nach einem Kupferstich von Michael Wening von (1721), Blick von Süden nach Norden.

Das abgegangene Schloss Hackenbuch (einst auch Hackenpuech oder Haginböch genannt) befand sich im gleichnamigen Ortsteil der Gemeinde St. Marienkirchen bei Schärding im Bezirk Schärding von Oberösterreich.

## Geschichte
Zum Schloss Hackenbuch gehörte eine Hofmark. Der Ansitz war dem Pfleggericht Schärding und der Pfarre St. Marienkirchen zugehörig. 1200 wird ein Herr von Hackenbuch erwähnt. 1650 ist hier ein Johann Joachim von Rainer und 1721 Johann Paul von Rainer ansässig. Johann Ferdinand Leopold von Rainer († 1725) und seine Gattin Maria Franziska († 1743), geborene von Hackledt, sind in der Pfarrkirche St. Marienkirchen bei Schärding begraben.
Ab 1765 ist Hackenbuch im Besitz der Freiherrn von Pflachner, die auch auf Schloss Schörgern ansässig waren. Johann Wolfgang von Pflachner starb 1767; an der Außenmauer der Pfarrkirche St. Marienkirchen befindet sich ein Gedenkstein an ihn. Der Grund- und Gerichtsherr von Hackenbuch, Franz Xaver Freiherr von Pflachner, starb 1813.

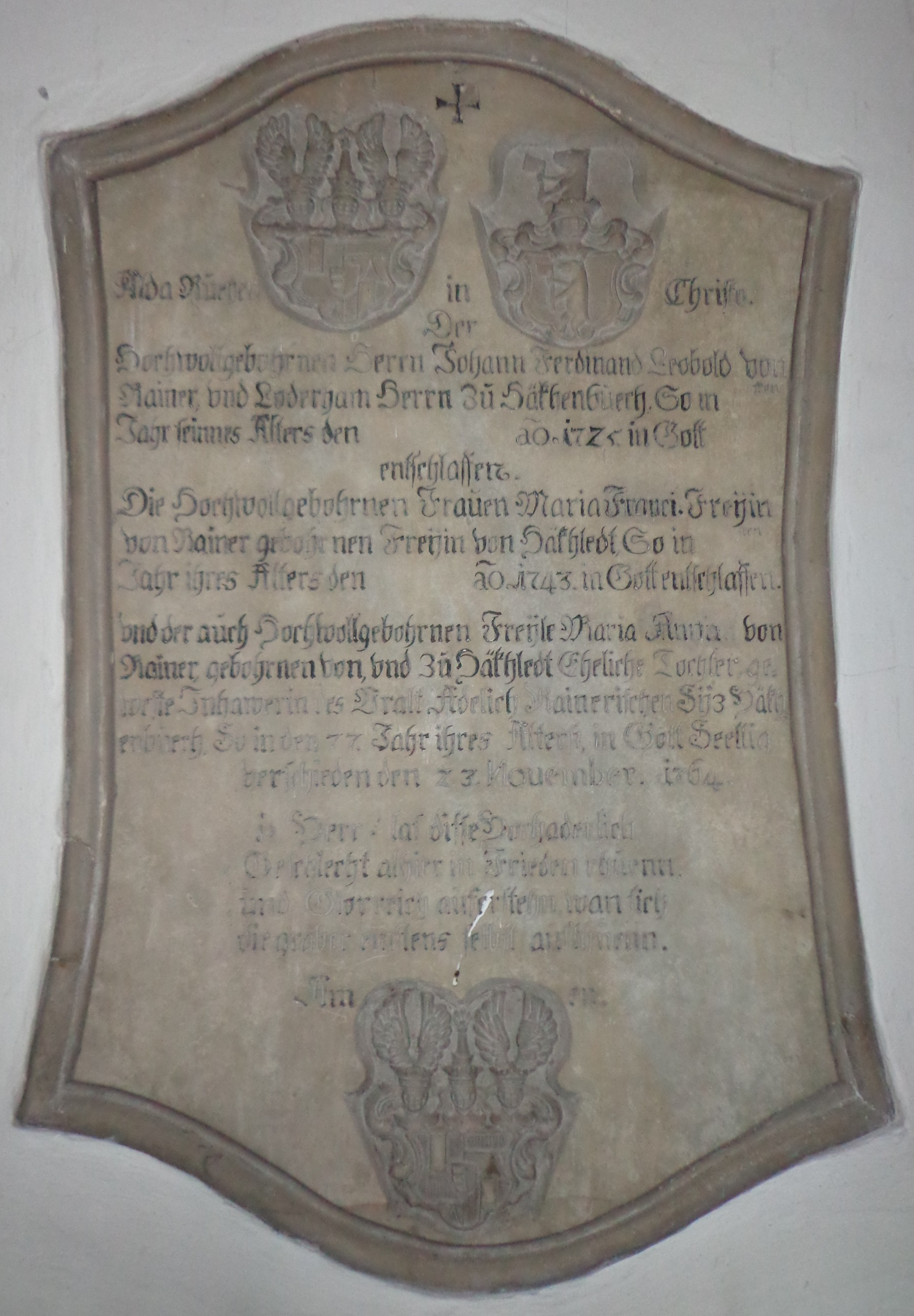
Epitaph der Familie von Rainer mit Nennung des Johann Ferdinand Leopold († 1725), seiner Gemahlin Maria Franziska († 1743), und der Maria Anna († 1764).
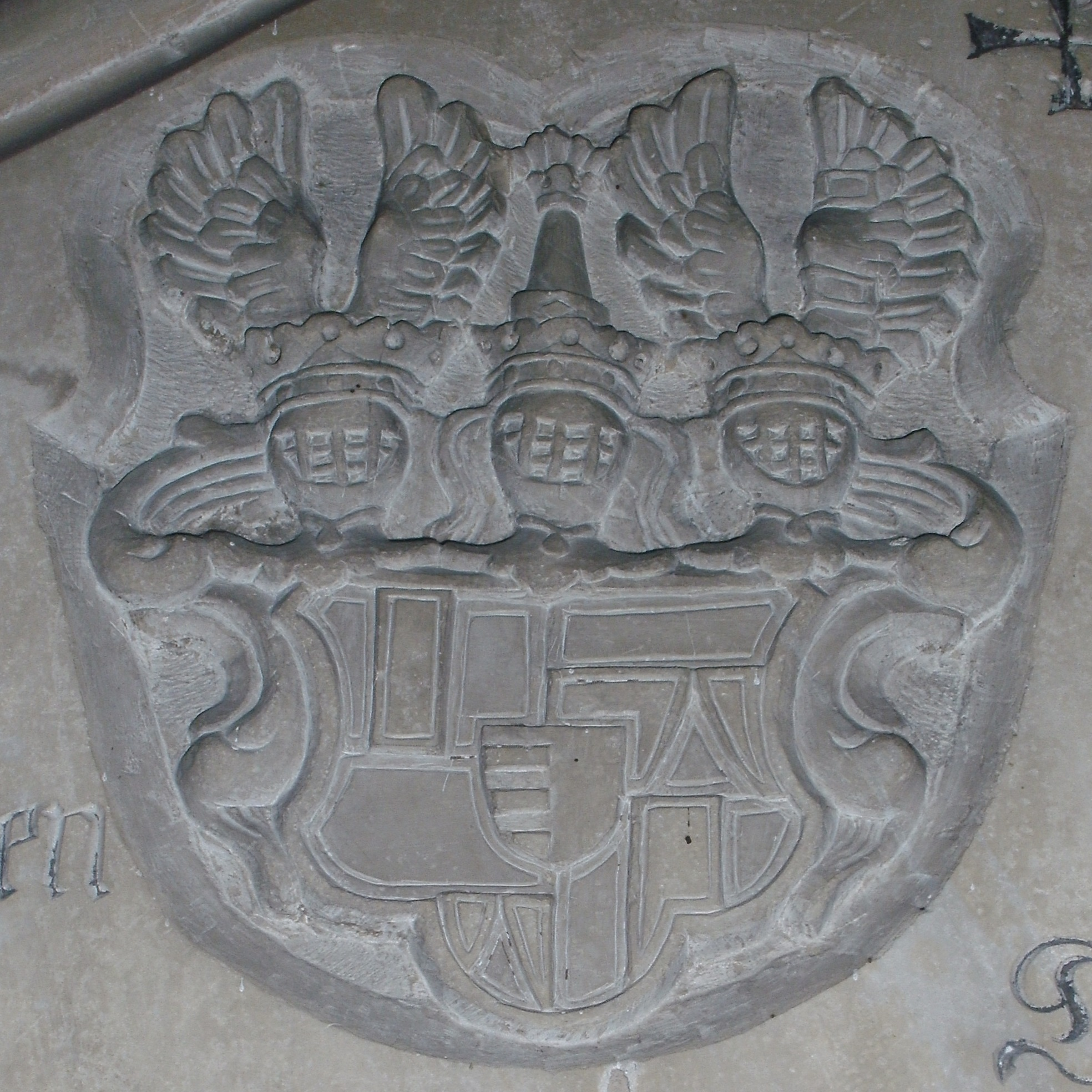
Abbildung des Rainer'schen Familienwappens in der Pfarrkirche St. Marienkirchen
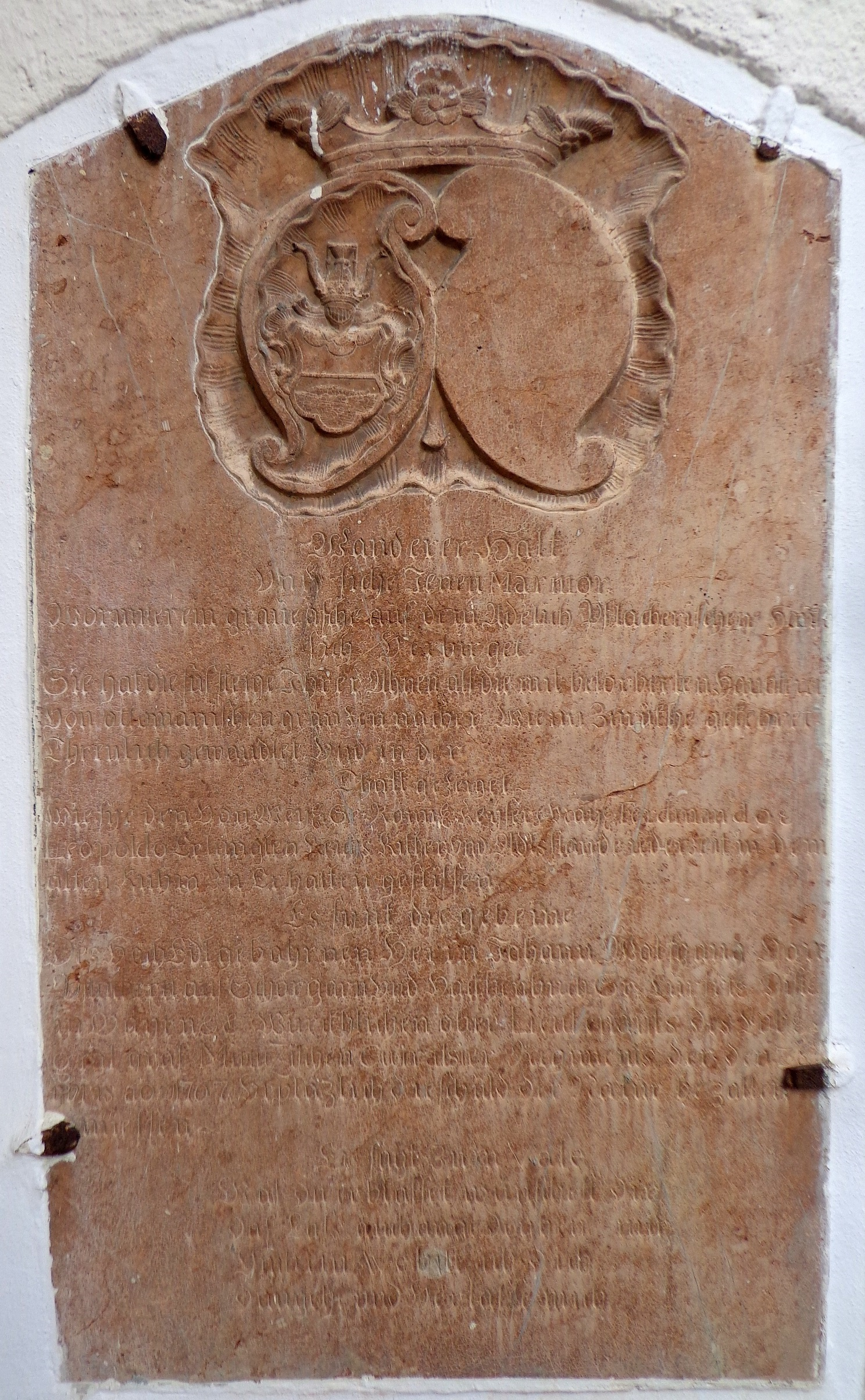
Epitaph des Johann Wolfgang von Pflachern († 1767) an der Pfarrkirche St. Marienkirchen
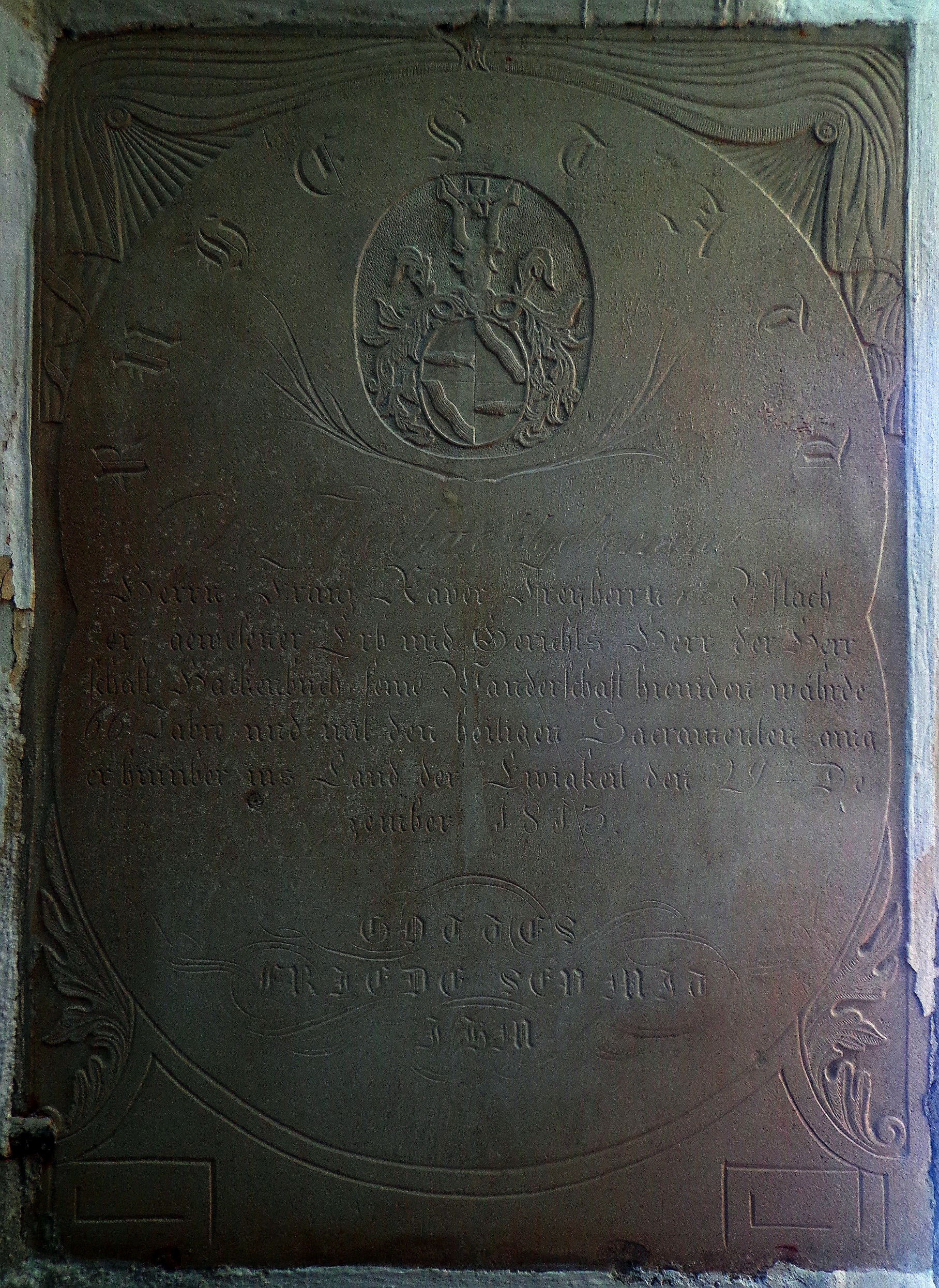
Epitaph des Franz Xaver von Pflachern († 1813) in der Pfarrkirche St. Marienkirchen

## Hackenbuch einst und jetzt

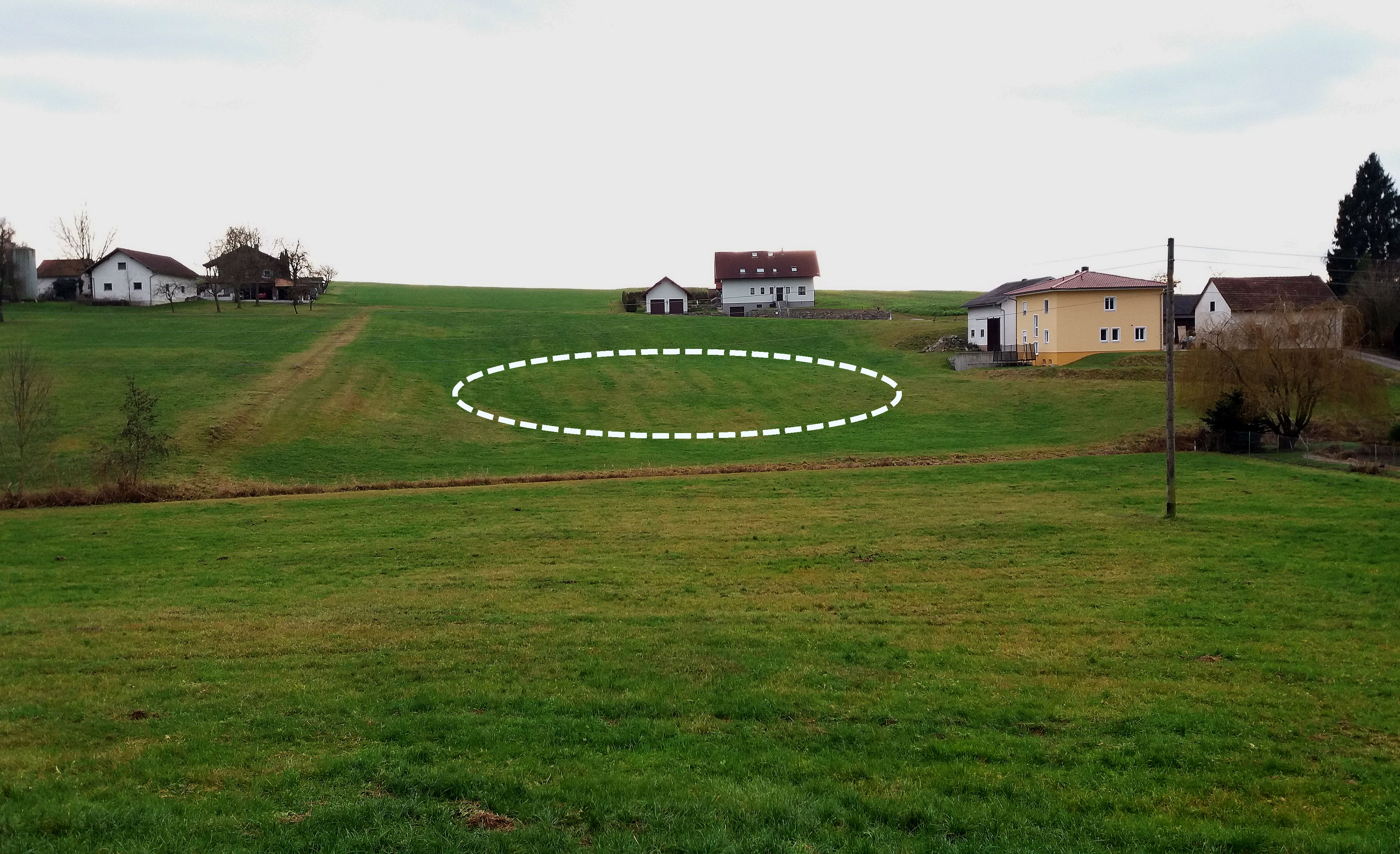
Lagestelle des Schlosses Hackenbuch, Blick von Norden nach Süden, rechts das Anwesen Schlossbauer (Hausnummer 18).

Dem Kupferstich von Michael Wening und der Beschreibung in seinem Text nach zu schließen, war Schloss Hackenbuch ein einfacher zweigeschoßiger Holzbau. Im ersten Stock ist ein offener Erker zu sehen, im Walmdach befinden sich Schleppgaupen. Der Ansitz war unbewehrt. Westlich des Wohngebäudes ist der Meierhof dargestellt, der Vorläufer des heutigen Schlossbauern (Hausnummer 18). Hier soll es auch eine Taverne gegeben haben. Südlich des Wohngebäudes ist auf dem Kupferstich ein weiteres Gebäude zu erkennen, vermutlich eine Remise. Die Lagestelle des Ansitzes ist heute von landwirtschaftlich genutzten Flächen überdeckt.